# Dossenhütte
Die Dossenhütte ist eine Schutzhütte der Sektion Oberaargau des Schweizer Alpen-Clubs (SAC). Sie liegt 7,2 Kilometer Luftlinie südwestlich von Innertkirchen im Berner Oberland und 3,0 Kilometer Luftlinie von Rosenlaui auf einer Höhe von 2663 m ü. M. Sie ist von Juli bis September bewartet. Übernachtung und Verpflegung in der Hütte sind möglich.

## Geschichte
Die erste Dossenhütte wurde 1879 gebaut. 1884 musste sie infolge des schnellen Zuwachses des Dossengrat-Südostgletschers abgebaut werden.
1899 wurde die Hütte an der heutigen Stelle mit 24 Plätzen erbaut. Seither wurde das Dach etwas angehoben und die Hütte in ihrer Länge um vermutlich knapp die Hälfte verlängert. Im Vergleich zu anderen Bauten handelt es sich somit um eine sehr ursprüngliche Hütte.

## Zustieg
Von Rosenlaui kommend erreicht man die Dossenhütte auf dem blau-weiss markierten Fusspfad in ca. 4 Stunden (T4). Oberhalb der Gletscherschlucht Rosenlaui zweigt der Zustieg zur Engelhornhütte ab, welche wesentlich einfacher zu erreichen ist. Die Besteigung ist ab einer Höhe von ungefähr 2150 m an manchen Stellen mühsam und nicht ungefährlich; der Aufstieg von dort dauert noch ca. 1,5 bis 2 Stunden, obwohl die Entfernung in Luftlinie weniger als 700 Meter beträgt.
Von Innertkirchen ist die Hütte über das Urbachtal in ca. 6 Stunden erreichbar. Der Weg ist ebenfalls blau-weiss markiert, ist aber weniger heikel als der Zustieg von Rosenlaui (T3+).

## Gipfel
Die Hütte ist ein guter Ausgangspunkt für einen Aufstieg auf den Dossen (3144 m), Ränfenhorn (3255 m), Rosenhorn (3689 m), Mittelhorn (3702 m) und das Wetterhorn (3690 m).

## Bilder
Diese Bilder entstanden auf dem Weg zur Dossenhütte:

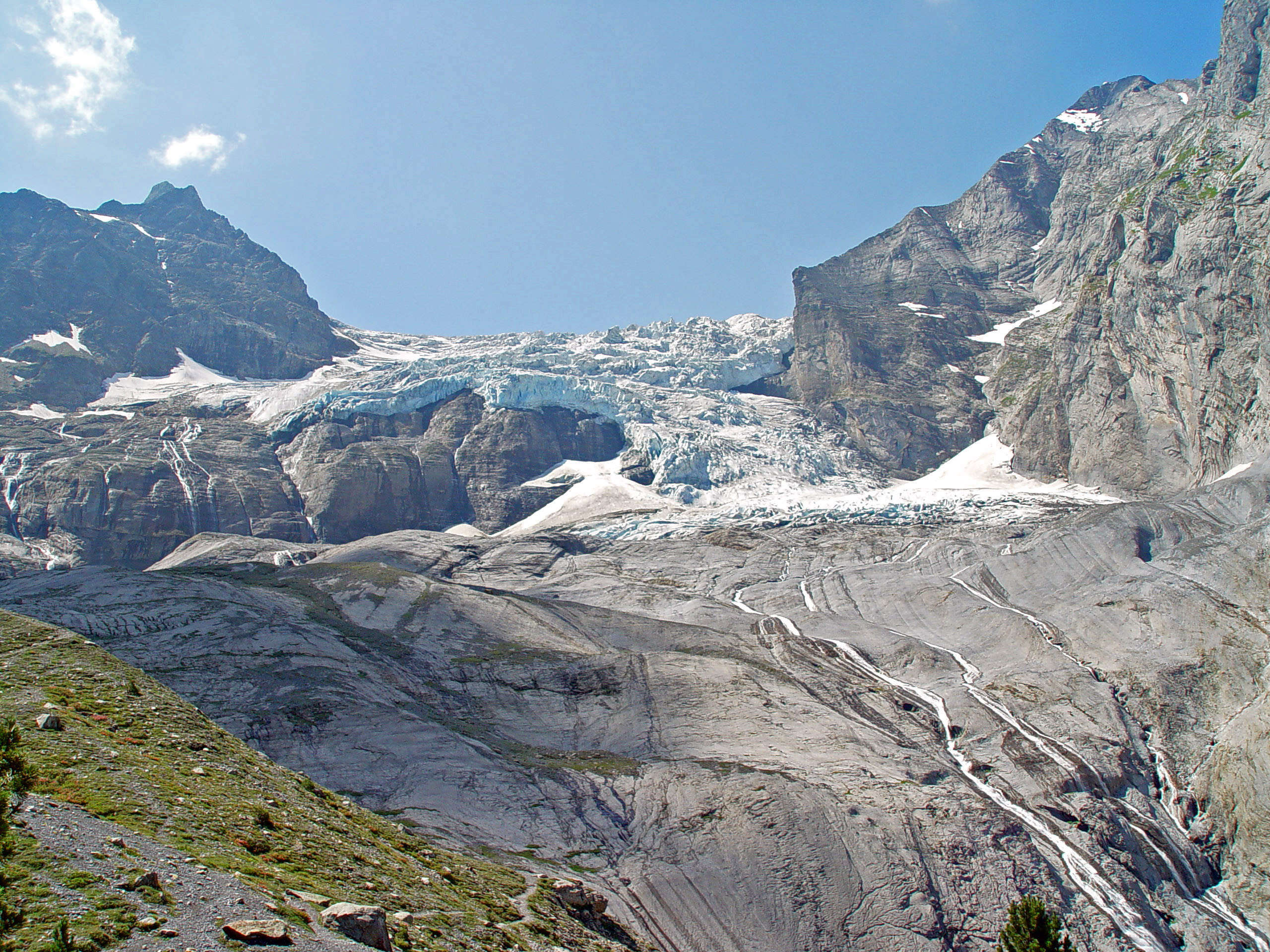
Sicht auf Rosenlauigletscher und Dossen links
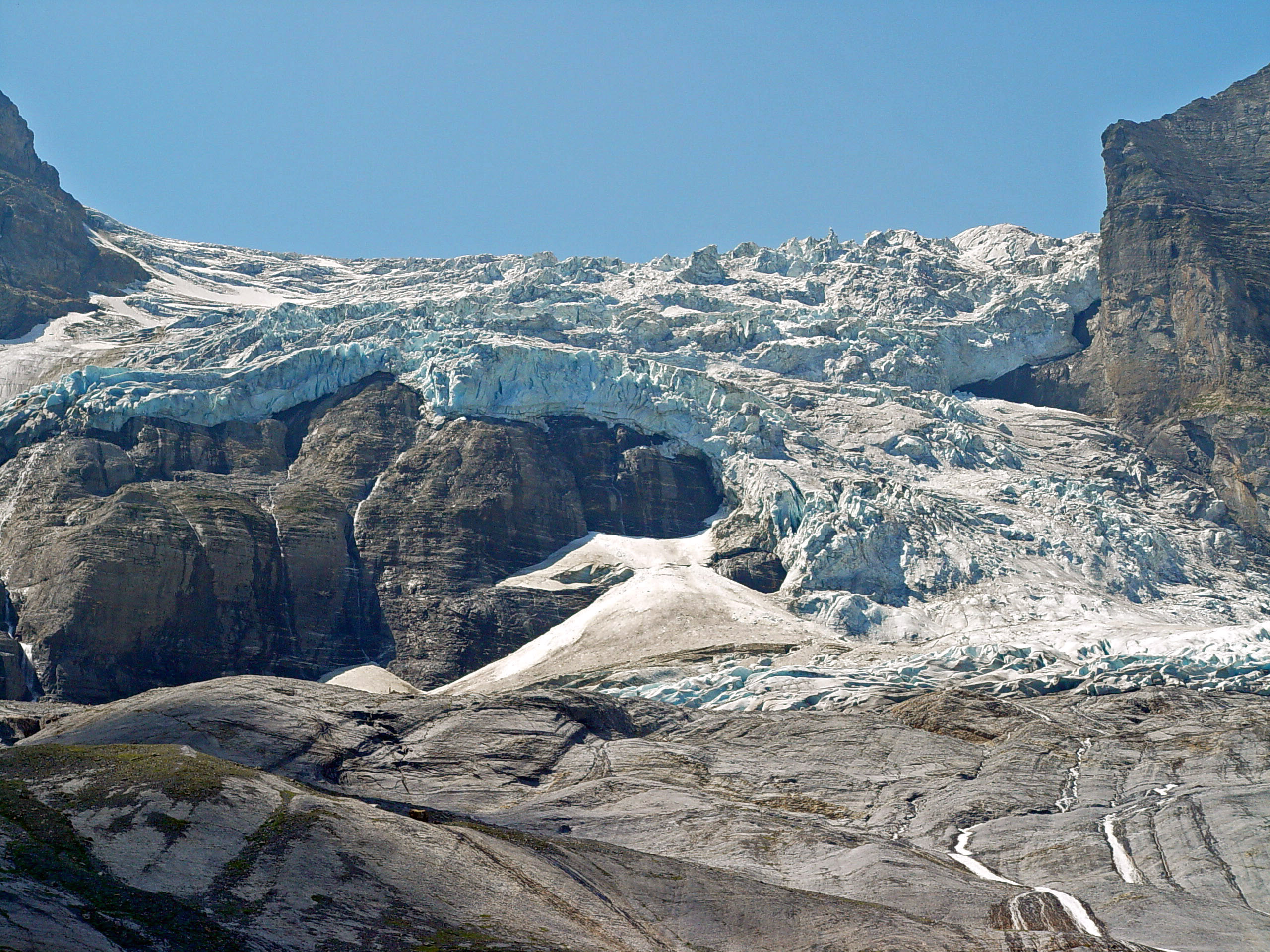
Vor dem Rosenlauigletscher
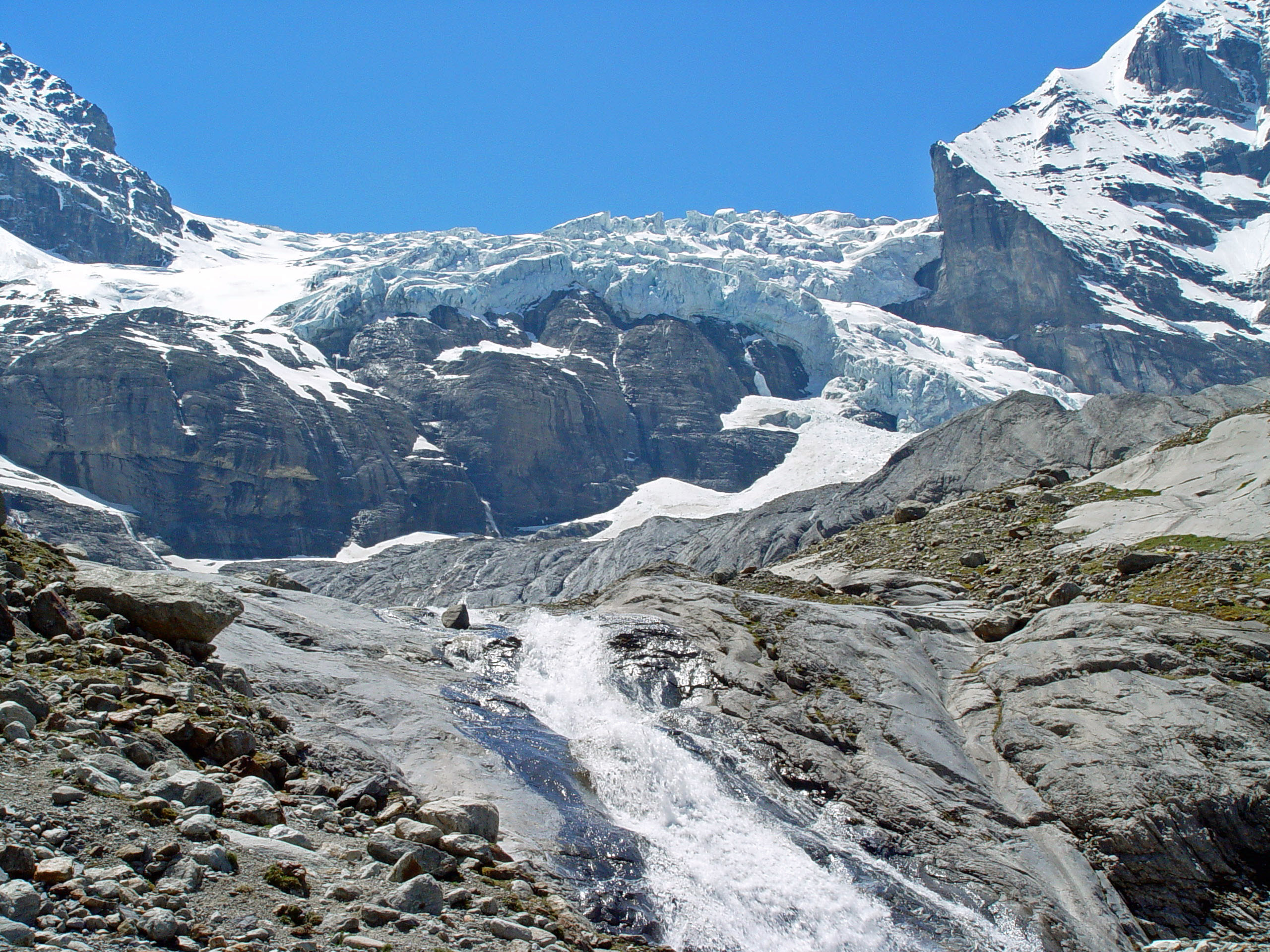
Unterwegs passiert man einen Wasserfall am Weissbach
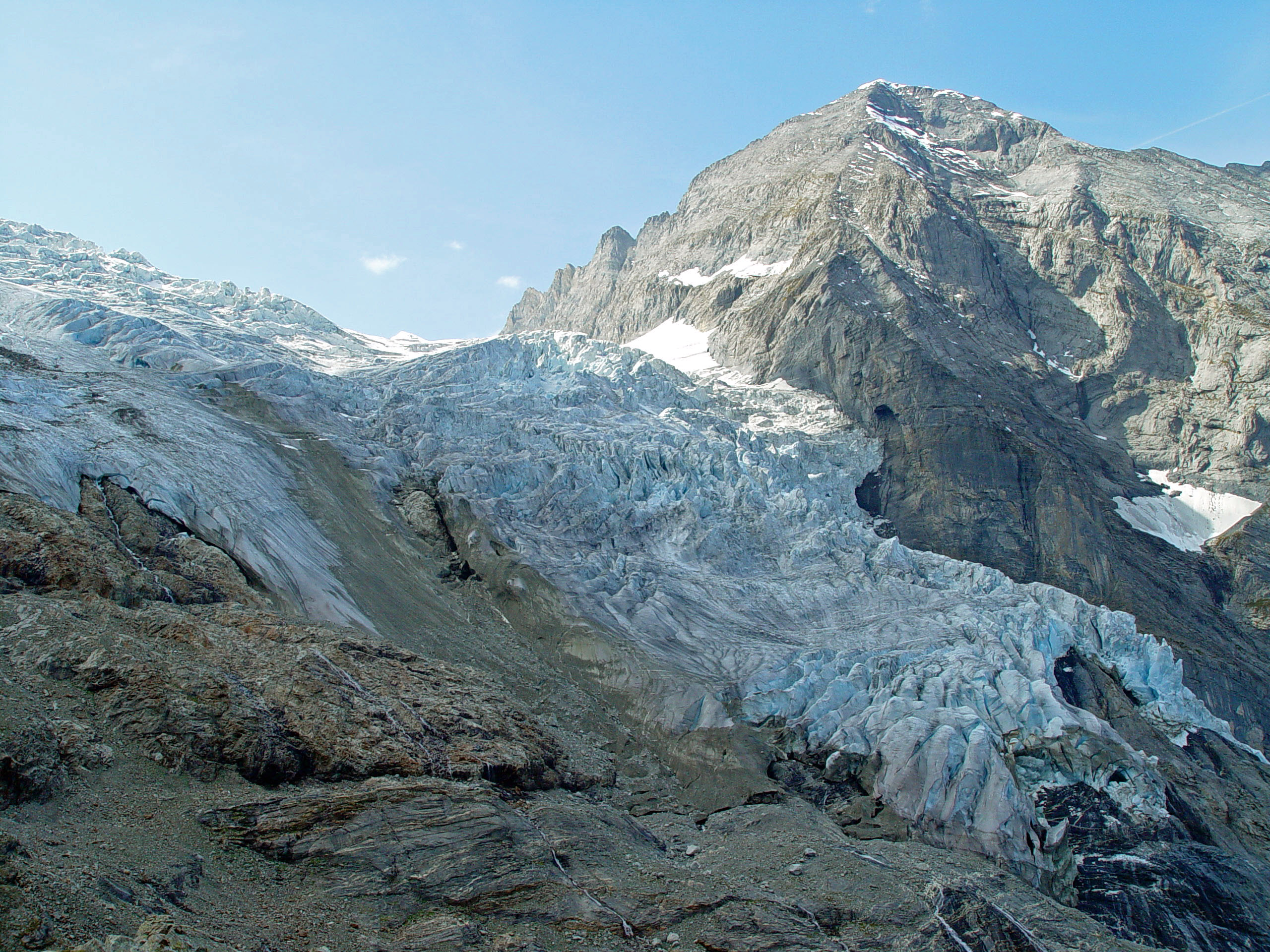
Blick auf Rosenlauigletscher und Wellhorn